# Melati Jaya
Melati Jaya is een bestuurslaag in het regentschap Ogan Komering Ulu van de provincie Zuid-Sumatra, Indonesië. Melati Jaya telt 2578 inwoners (volkstelling 2010).